# Tourcelles-Chaumont
 Tourcelles-Chaumont  es una población y comuna francesa, en la región de Champaña-Ardenas, departamento de Ardenas, en el distrito de Vouziers y cantón de Machault.
Está integrada en la Communauté de communes de l'Argonne Ardennaise.
Entre 1828 y 1871, incluía Chardeny y Quilly.

## Demografía
| 183 | 148 | 159 | 196 | 553 | 552 | 555 | 536 | lac. | lac. | 514 | 174 | 161 | 158 | 144 | 141 | 158 | 112 | 92 | 96 | 74 | 67 | 61 | 66 | 71 | 49 | 68 | 67 | 52 | 44 | 54 | 73 | 94 |
| Para los censos de 1962 a 1999 la población legal corresponde a la población sin duplicidades (Fuente: INSEE [Consultar]) |     |     |     |     |     |     |     |      |      |     |     |     |     |     |     |     |     |    |    |    |    |    |    |    |    |    |    |    |    |    |    |    |